# Velered kralja Tomislava s lentom i Velikom Danicom
Velered kralja Tomislava s lentom i Velikom Danicom je najviše odlikovanje Republike Hrvatske i zauzima prvo, najviše mjesto u važnosnomu slijedu odlikovanja. Velered se dodjeljuje poglavarima država kao najviši izraz priznanja Republike Hrvatske za njihovo djelovanje na uspostavi suverene Republike Hrvatske, za izniman doprinos njezinu međunarodnom ugledu i položaju te za visoki doprinos razvitku međudržavnih odnosa između Republike Hrvatske i njihove zemlje.
Velered se sastoji od znaka Velereda s lentom, Velike Danice, minijature Velereda, umanjenice Velereda, male oznake Velereda, te isprave o dodjeli.

## Opis izgleda i tehnička izvedba
Znak Velereda izrađen je od srebra finoće 999/1000, širine 60 mm i visine 66 mm.
Lice znaka Velereda je srebrni monogram »H« s okruglim medaljonom Velereda od zlata, promjera 25 mm, utisnutim u vodoravnoj prečki monograma. Na medaljonu je reljefno istaknut stilizirani lik osobe koja sjedi na prijestolju s atributima vlasti (kruna, žezlo, jabuka) i simbolima sunca sa svake strane. Medaljon je napravljen prema reljefu s krstionice u katedrali sv. Duje u Splitu i tradicionalno se smatra da predstavlja jednog od hrvatskih vladara. Rub medaljona je profiliran s ornamentom upletenog konopca. Iznad krune je reljefni grb Republike Hrvatske iza kojeg se između okomitih krakova monograma izvija stilizirana preslica. Okomiti krakovi monograma su urešeni tropletim ornamentom u kojem je usađeno po pet crvenih okruglih koralja u svakom kraku. Podno medaljona je troredi stilizirani starohrvatski ornament u čijoj je sredini stilizirano sunce s okruglim usađenim crvenim koraljem iz kojeg izlazi dvanaest zraka. Ispod sunca se izvija stilizirano klasje, a monogram je postrance urešen stiliziranim valom (tzv. »kuke») iz predromaničkog razdoblja.
Na glatkom naličju znaka Velereda je u sredini natpis KRALJ TOMISLAV uokviren vijencem od tropruta pletera unutar kojeg teče natpis REPUBLIKA HRVATSKA.
Znak Velereda je ovješen ušicom i prstenom širine 7 mm, urešenim profiliranim starohrvatskim tropletom, o dvostruki uresni čvor lente. Lenta je izrađena od moariranog svilenog ripsa u bojama zastave Republike Hrvatske, širine 80 mm i 1960 mm duljine, u čijem su plavom i crvenom polju po dvije zlatne pruge od pletera širine 19 mm.
Velika Danica je ispupčena osmerokraka zvijezda, izrađena od srebra finoće 999/1000, promjera 100 mm. Na licu Velike Danice je osam istaknutih i osam kraćih srebrnih zraka te između njih 16 zraka od zlata finoće 750/1000. U sredini je medaljon Velereda od zlata promjera 32 mm. Na naličju Velike Danice je okomita igla za ovjes izrađena od srebra finoće 900/1000.
Minijaturu Velereda čini otkov Velike Danice promjera 17 mm, apliciran na emajliranu podlogu tamno crvene boje promjera 19 mm. Na naličju se nalazi leptir kopča.
Umanjenicu Velereda čini otkov Velike Danice promjera 17 mm, ovješen o svilenu moariranu vrpcu u bojama zastave Republike Hrvatske širine 12 mm i 40 mm duljine. Na naličju umanjenice Velereda je igla za ovjes.
Malu oznaku Velereda čini otkov medaljona Velereda promjera 13,5 mm, pričvršćen na sredini pravokutnika širine 34 mm i 14 mm visine, složenog od vrpce od svilenog moariranog ripsa u bojama zastave Republike Hrvatske s dvije zlatne pruge u crvenom i plavom polju. Na naličju male oznake je igla za ovjes.

## Nositelji/ce Velereda
Veleredom kralja Tomislava s lentom i Velikom Danicom, između ostalih, odlikovani su:
- 2020. –  Ilir Meta, predsjednik Republike Albanije[1]
- 2019. –  Ram Nath Kovind, predsjednik Republike Indije[2]
- 2018. –  Marcelo Nuno Duarte Rebelo de Sousa, predsjednik Portugala[3]
- 2017. –  Klaus Werner Iohannis, predsjednik Rumunjske[4]
- 2017. –  George W. Bush, bivši predsjednik SAD-a[5]
- 2017. –  Šeik Tamin bin Hamad Al-Thani[6]
- 2017. –   Šeik Sabah Al-Ahmad Al-Džabir Al-Sabah , emir Kuvajta[7]
- 2016. –  Rosen Plevneliev, predsjednik Bugrarske[8]
- 2014. –  Margareta II., kraljica Danske[9]
- 2013. –  Bronisław Komorowski, predsjednik Republike Poljske[10]
- 2013. –  Carl XVI. Gustaf, švedski kralj[11]
- 2012. –  Andris Bērziņš, predsjednik Latvije
- 2011. –  Giorgio Napolitano, predsjednik Talijanske Republike
- 2011. –  Kralj Harald V.‎
- 2009. –  Tarja Kaarina Halonen[12]
- 2009. –  Bamir Topi[13]
- 2009. –  Šeik Hamad bin Khalifa Al-Thani[14]
- 2009. –  Albert II.[15]
- 2009. –  Vladimir Voronin[16]
- 2008. –  Fra Matthew Festing[17]
- 2008. –  Ivan Gašparovič[18]
- 2008. –  Valdis Zatlers[19]
- 2008. –  Lech Kaczyński[20]
- 2007. –  Alfred Moisiu[21]
- 2007. –  Viktor Juščenko[22]
- 2007. –  Karolos Papoulias[23]
- 2006. –  Tassos Papadopoulos[24]
- 2006. –  Edward Fenech-Adami[25]
- 2005. –  Stjepan Mesić[26]
- 2004. –  Ricardo Froilán Lagos Escobar[27]
- 2003. –  Ion Iliescu[28]
- 2002. –  Tuanku Syed Sirajuddin[29]
- 2002. –  Ferenc Mádl[30]
- 2002. –  Elizabeta II.[31]
- 2001. –  Milan Kučan[32]
- 2001. –  Carlo Azeglio Ciampi[33]
- 2001. –  Rudolf Schuster[34]
- 2001. –  Nursultan Nazarbayev[35]
- 2001. –  Aleksander Kwaśniewski[36]
- 2001. –  Rexhep Meidani[37]
- 2001. –  Thomas Klestil[38]
- 2000. –  Emil Constantinescu[39]
- 1998. –  Constantinos Stephanopoulos[40]
- 1997. –  Oscar Luigi Scalfaro[41]
- 1995. –  Franjo Tuđman[42]
- 1995. –  Carlos Menem[43]
- 1994. –  Eduardo Frei Ruiz-Tagle[44]
- 1994. –  Sami Süleyman Gündoğdu Demirel[45]
- 1993. –  Juan Antonio Samaranch[46]
- 1993. –  Francesco Cossiga[47]